# Saint Seiya: Soldiers' Soul
Saint Seiya: Soldiers' Soul (聖闘士星矢 ソルジャーズ・ソウル, Seintō Seiya Sorujāzu Sōru), lançado no Brasil como Os Cavaleiros do Zodíaco: Alma dos Soldados, é um jogo eletrônico de luta desenvolvido pela Dimps e Bandai Namco Entertainment com os personagens e história do mangá Saint Seiya de Masami Kurumada. Anunciado em 10 de abril de 2015 e lançado para as plataformas PlayStation 3, PlayStation 4 e PC via Steam, no dia 25 de setembro no Japão e em 9 de outubro de 2015 no Brasil, o jogo serve como uma versão atualizada de Saint Seiya: Brave Soldiers de 2013.

## Jogabilidade
Semelhante ao título anterior, Soldiers' Soul é um jogo 3D de luta versus, ele mantém todos os recursos de seu antecessor e eles também foram aprimorados. As versões para PC e PS4 rodarão a 1080p 60fps com gráficos e texturas melhores, enquanto a versão PS3 rodará a 720p 30fps com gráficos ligeiramente inferiores.
Em termos de sistema de combate, o produtor do jogo, Ryo Mito, afirmou que foi melhorado adicionando mais combos aéreos, aumentando a velocidade do jogo e dando a todos os personagens um novo projétil chamado "Photon", que varia em seu efeito, dependendo do personagem. O Medidor de Cosmo recarrega muito mais rápido agora, suas barras foram removidas e os Ataques Big Bang (BBA) não são mais realizados com o Medidor de Cosmo, em vez disso, eles agora fazem parte da barra Despertar do Sétimo Sentido, uma vez cheia, o jogador pode entrar no modo Sétimo Sentido e/ou executar seus Ataques Big Bang especiais.
BBAs agora têm melhores animações e efeitos e alguns que tiveram um brilho repentino reduzido no jogo anterior foram corrigidos. Além disso, muitos personagens agora têm mais do que apenas um BBA e, em vez de ficarem presos a um traje específico de um personagem, os jogadores agora poderão escolher um antes de cada sessão de luta. Eles também são mais fáceis de pousar e podem ser conectados com combos (quando no modo Sétimo Sentido).
Outra característica um pouco melhorada é o fato de que vários trajes do mesmo personagem não serão mais tratados como personagens separados; em vez disso, eles agora serão tratados como trajes alternativos e podem ser escolhidos antes de uma luta. Existem, no entanto, algumas roupas que ainda precisam ser atribuídas a um slot separado na tela de seleção, devido a um Ataque Big Bang exclusivo.
O Sistema de Orbes foi reformulado para um novo recurso chamado "Frase de Ajuda" e, embora seus efeitos sejam basicamente os mesmos quando um jogador atende a condições específicas na batalha, como atingir pouca saúde para aumentar a força, a diferença é que um pequeno inset aparecerá no meio da luta e dizer tal frase designada. Outro recurso introduzido é o "K.O. Cósmico", quando um jogador termina uma rodada com um ataque especial, uma pequena animação aparecerá, mostrando o personagem do jogador enviando o oponente para o ar, simulando o mangá.
Uma das características mais inovadoras é que o jogo apresenta as dublagens latino-americana e brasileira, compostas pelas vozes originais da série clássica. De acordo com Ryo Mito, eles foram adicionados devido à enorme quantidade de pedidos no jogo anterior.
Uma característica chave de Soldiers' Soul é que esta será a primeira vez que um jogo de Saint Seiya incluirá o Arco de Asgard e também integrará os Cavaleiros de Bronze e Ouro usando suas Armaduras Divinas.

## Enredo
Soldiers' Soul inclui dois modos de história diferentes.
O primeiro é chamado de "Lenda do Cosmo", que conta a história do arco das 12 Casas ao arco de Hades. É muito parecido com o que foi visto em Brave Soldiers, mas em vez de contar através de imagens 2D, Soldiers' Soul conta com cinemática 3D completa e também recria várias cenas da série, desde a morte de Cassius até a execução de Exclamação de Atena, incluindo momentos com NPCs, como Kiki e Freya.
O outro modo de história é chamado de "Batalha de Ouro", no qual os 12 Cavaleiros de Ouro podem ser selecionados em suas Armaduras Divinas para jogar uma história pequena, mas diferente com todos. Muitas batalhas hipotéticas acontecem, como Dohko de Libra vs. Alberich, Saga de Gêmeos vs. Kanon e Aiolos de Sagitário vs. Seiya.

### Personagens jogáveis
Todos os 39 personagens e trajes, incluindo os para download, de Brave Soldiers estão presentes. Com os Guerreiros Deuses e Hilda de Polaris adicionados, o jogo apresenta um total de 48 personagens únicos com cerca de 146 skins no total; a maior lista em qualquer jogo de Saint Seiya até hoje.
| Cavaleiros de Bronze - Seiya de Pégaso - 1ª Armadura de Bronze - Armadura de Bronze Nova - Armadura de Bronze Nova Dourada - Armadura de Bronze Final - Roupas Comuns - Armadura de Bronze Nova OCE - Armadura de Bronze Final OCE - Roupas de Treino - Armadura de Bronze Nova (sem máscara) - Seiya de Sagitário - Armadura Divina - Armadura Divina OCE - Seiya de Odin - Shiryu de Dragão - 1ª Armadura de Bronze - Armadura de Bronze Nova - Armadura de Bronze Nova Dourada - Armadura de Bronze Final - Roupas Comuns - Armadura de Bronze Nova OCE - Armadura de Bronze Final OCE - Sem Armadura - Armadura de Bronze Nova (sem máscara) - Shiryu de Libra - Armadura Divina - Hyoga de Cisne - 1ª Armadura de Bronze - Armadura de Bronze Nova - Armadura de Bronze Nova Dourada - Armadura de Bronze Final - Roupas Comuns - Armadura de Bronze Nova OCE - Armadura de Bronze Nova (enfaixado) - Armadura de Bronze Nova (sem máscara) - Armadura de Bronze Final (enfaixado) - Armadura de Bronze Final OCE - Hyoga de Aquário - Armadura Divina - Shun de Andrômeda - 1ª Armadura de Bronze - Armadura de Bronze Nova - Armadura de Bronze Nova Dourada - Armadura de Bronze Final - Roupas Comuns - Armadura de Bronze Nova OCE - Armadura de Bronze Final OCE - Armadura de Bronze Nova (sem máscara) - Shun de Virgem - Armadura Divina - Ikki de Fênix - 1ª Armadura de Bronze - Armadura de Bronze Nova - Armadura de Bronze Nova Dourada - Armadura de Bronze Final - Roupas Comuns - Armadura de Bronze Nova OCE - Armadura de Bronze Final OCE - Armadura de Bronze Nova (sem máscara) - Ikki de Leão - Armadura Divina - Jabu de Unicórnio - Armadura de Bronze - Ichi de Hidra - Armadura de Bronze Cavaleiros de Prata - Marin de Águia - Armadura de Prata - Armadura de Prata (sem máscara) - Roupas de Treino - Roupas de Treino (sem máscara) - Shina de Cobra - Armadura de Prata - Armadura de Prata (sem máscara) - Roupas de Treino - Roupas de Treino (sem máscara) 1. Orfeu de Lira Cavaleiros de Ouro - Shion de Áries - Armadura de Ouro - Sobrepeliz - Kanon de Gêmeos - Mu de Áries - Armadura de Ouro - Roupas Comuns - Armadura de Ouro (com máscara) - Armadura Divina - Aldebaran de Touro - Armadura de Ouro - Armadura de Ouro (sem máscara) - Armadura Divina | - Saga de Gêmeos - ??? de Gêmeos - Armadura de Ouro - Bom - Armadura de Ouro - Mau - Sobrepeliz - Armadura de Ouro (com máscara) - Armadura Divina - Máscara de Morte de Câncer - Armadura de Ouro - Sem Armadura - Sobrepeliz - Armadura de Ouro (sem máscara) - Armadura Divina - Aioria de Leão - Armadura de Ouro - Roupas de Treino - Armadura de Ouro (sem máscara) - Armadura Divina - Shaka de Virgem - Armadura de Ouro - Armadura de Ouro (com máscara) - Armadura Divina - Dohko de Libra - Armadura de Ouro - Armadura Divina - Milo de Escorpião - Armadura de Ouro - Armadura de Ouro (sem máscara) - Armadura Divina - Aioros de Sagitário - Armadura de Ouro - Roupas de Treino - Armadura Divina - Shura de Capricórnio - Armadura de Ouro - Armadura de Ouro OCE - Sobrepeliz - Armadura de Ouro (sem máscara) - Armadura Divina - Camus de Aquário - Armadura de Ouro - Roupas Comuns - Sobrepeliz (Aquário) - Armadura de Ouro (sem máscara) - Armadura Divina - Afrodite de Peixes - Armadura de Ouro - Sobrepeliz - Armadura de Ouro (com máscara) - Armadura Divina (Peixes) Generais Marina - Kanon de Dragão Marinho - Escama (forma misteriosa) - Escama (sem máscara) - Roupas Comuns - Sorento de Sirene - Bian de Cavalo Marinho - Io de Scylla - Kasa de Lymnades - Isaak de Kraken - Krishna de Crisaor Guerreiros Deuses - Thor de Phecda - Fenrir de Alioth - Hagen de Merak - Alberich de Megrez - Mime de Benetnasch - Shido de Mizar - Bado de Alcor - Siegfried de Dubhe - Hilda de Polaris Espectros - Aiacos de Garuda - Radamanthys de Wyvern - Minos de Griffon Deuses - Atena - Armadura de Atena (Hades e Hades OCE) - Poseidon/Julian Solo - Escama - Smoking - Hades - Sobrepeliz - Sobrepeliz OCE - Hypnos - Thanatos |

### Cenários
| - Coliseu da Fundação Graad - Casa de Áries (Dia) - Casa de Áries (Noite) - Casa de Touro - Casa de Gêmeos - Casa de Câncer - Casa de Leão - Casa de Virgem (Dia) - Casa de Virgem (Noite) - Casa de Libra - Casa de Escorpião - Casa de Sagitário - Casa de Capricórnio - Casa de Aquário - Casa de Peixes - Sala do Grande Mestre - Templo de Atena - Colina das Estrelas - Yomotsu Hirasaka - Pilar do Pacífico Norte - Pilar do Pacífico Sul | - Pilar do Oceano Índico - Pilar do Oceano Ártico - Pilar do Atlântico Norte - Pilar do Atlântico Sul - Santuário de Poseidon - Pilar Principal - Jardim das Árvores Gêmeas - Vale da Ventania Negra - Quinta Prisão - Giudecca - Muro das Lamentações - Campos Elísios - Túmulo de Hades - Campos Nevados - Caverna de Calcário Ardente - Floresta de Cristal - Palácio de Valhala - Estátua de Odin |

## Recepção
Soldiers' Soul recebeu críticas mistas dos críticos, com uma pontuação agregada de 59/100 no Metacritic. A popular revista japonesa de videogames Famitsu deu ao jogo uma pontuação geral de 30/40.
A Eurogamer Itália deu ao jogo uma pontuação de 7/10, afirmando que "Saint Seiya: Soldiers' Soul é o clássico mais do mesmo, com um monte de novos personagens e itens adicionados ao conteúdo do jogo anterior. O sistema de combate é divertido e interessante, mas a falta de qualquer tipo de equilíbrio entre os lutadores pode arruinar a experiência geral."
IGN Espanha também deu um 7/10, dizendo que "Dimps não entregou mais uma vez. Eles poderiam ter feito muito mais do universo de Saint Seiya."
O PlayStation Universe deu uma pontuação mais baixa de 5,5/10, descrevendo o jogo como "Uma visão simplista, mas visualmente atraente, de anime que existe há mais tempo do que a maioria das pessoas que leem isso, Saint Seiya: Soldiers' Soul é uma perspectiva decente para recém-chegados ao RPG, mas no final das contas tem muito menos apelo para veteranos de longa data que querem um pouco mais de profundidade de seus lutadores digitais."
O fato de ser dublado tem chamado atenção dos antigos fãs e despertado o interesse pelo jogo, mesmo naqueles que não adquiriram a versão anterior do jogo. Nos eventos nacionais relacionados à animes, as versões demonstrativas expostas para o público pecaram no fato de terem poucos personagens e dublagem internacional, mas mesmo assim, as diferenças entre o estilo de luta são notáveis e melhores.